# Österreichische Geographische Gesellschaft
Die Österreichische Geographische Gesellschaft (ÖGG) ist ein österreichischer wissenschaftlicher Verein mit Sitz in Wien. Der Präsident ist seit 2015 Helmut Wohlschlägl.

## Verein
Die ÖGG zählt mit etwa 1.300 Mitgliedern, die sich aus natürlichen Personen und wissenschaftlichen Institutionen zusammensetzen, zu den größten wissenschaftlichen Vereinigungen Österreichs. Der Verein führt regelmäßig Vorträge und Diskussionen, Exkursionen und Reisen durch. Für die Mitglieder werden eigene Publikationen herausgebracht. Der Verein führt eine Bibliothek, die etwa 22.000 Bände an Monographien aus aller Welt beinhaltet, von denen 40 % aus der Zeit vor 1918 stammen. Zeitschriften werden weltweit mit Partnern getauscht, wodurch die Sammlung laufend erweitert wird. Schließlich beheimatet die Bibliothek eine Kartensammlung von ungefähr 4.100 Einheiten. Räumlich befindet sich die Bibliothek seit 1997 als Leihgabe im Staatsarchiv. Sie wird dort laufend digital erfasst.
Besonders erwähnenswerte Stücke sind der Weltatlas Theatrum Orbis Terrarum von Abraham Ortelius aus Antwerpen 1571 und die neun Bände des Werkes von Die Balearen von Erzherzog Ludwig Salvator von 1887.
Seit Anbeginn existiert die Zeitschrift Mitteilungen der Österreichischen Geographischen Gesellschaft, die auch heute online einsehbar ist.

## Geschichte
Die k.k. geographische Gesellschaft wurde im Jahr 1856 gegründet. Bereits im Jahr 1857 erscheint der erste Band der Mitteilungen der k. k. Geographischen Gesellschaft. Auch bei der Durchführung der Novara-Expedition in den Jahren 1857 bis 1859, wie auch an zahlreichen anderen Forschungsexpeditionen war die ÖGG beteiligt.
Im Jahr 1902 hatte der Verein bereits 2.065 Mitglieder. Beide Weltkriege setzten dem Verein stark zu, trotzdem wurde die Forschungstätigkeit immer wieder fortgesetzt. So wurde die Zusammenarbeit nach dem Zweiten Weltkrieg mit dem Institut für Geographie intensiviert.
Ab dem Jahr 1961 wurden spezielle Kommissionen gegründet
- 1961: Kartographische Kommission
- 1987: Geomorphologische Kommission
- 1992: Kommission für Angewandte Geographie
- 1994: Kommission für Fachdidaktik und Schulgeographie
- 1998: Junge ÖGG

Außerdem wurden ab dem Jahr 1958 Zweigvereine, die selbständig „firmieren“, oder Außenstellen gegründet.
- 1952: Außenstelle Salzburg
- 1958: Außenstelle Krems (bestand bis 1976)
- 1971: Zweigverein: Innsbrucker Geographische Gesellschaft
- 1987: Zweigstelle Graz
- 1989: Zweigstelle Klagenfurt
- 2001: Zweigverein: Salzburger Geographische Gesellschaft

## Regelmäßige Publikationen
- Mitteilungen der Österreichischen Geographischen Gesellschaft[3]
- ÖGG Newsletter GEOGRAPHIEaktuell

## Auszeichnungen
Die Förderung wissenschaftlicher Leistungen, insbesondere des akademischen Nachwuchses, zählt zu den zentralen Zielen der ÖGG. Aus diesem Grund werden jedes Jahr Preise für wissenschaftliche Arbeiten ausgeschrieben.

### Franz von Hauer-Medaille
Die Franz-von-Hauer-Medaille ist seit 1893 die höchste Auszeichnung der ÖGG für besondere Leistungen in der wissenschaftlichen Geographie für die „Erweiterung und Förderung des geographischen Wissens“, benannt nach dem Geologen Franz von Hauer. Träger der Medaille sind auszugsweise:
| Jahr | Preisträger                                                                                                  |
| ---- | --- |
| 1894 | Erzherzog Franz Ferdinand von Österreich-Este, Oskar Baumann                                                 |
| 1896 | Georg Neumayer, Friedrich Simony                                                                             |
| 1899 | Sven von Hedin, Fridtjof Nansen                                                                              |
| 1899 | Erzherzog Ludwig Salvator von Österreich-Toskana                                                             |
| 1900 | Robert Daublebsky von Sterneck                                                                               |
| 1901 | Eduard Sueß                                                                                                  |
| 1903 | Ferdinand Freiherr von Richthofen                                                                            |
| 1904 | Julius Ritter von Payer, Ludwig Ritter von Höhnel                                                            |
| 1906 | Julius von Hann, Alexander Supan, Franz Ritter von Wieser                                                    |
| 1907 | Hans Graf Wilczek                                                                                            |
| 1908 | Erzherzog Rainer von Österreich                                                                              |
| 1910 | Robert E. Peary                                                                                              |
| 1912 | Roald Amundsen                                                                                               |
| 1914 | Robert Falcon Scott                                                                                          |
| 1915 | Emil Tietze                                                                                                  |
| 1918 | Oskar Lenz                                                                                                   |
| 1922 | Otto Nordenskjöld                                                                                            |
| 1931 | Alfred Wegener (posthum)                                                                                     |
| 1956 | Otto Schlüter, Hans Wilhelmsson Ahlmann, Roberto Almagià, Fritz Machatschek, Hans Mortensen, Carl Troll      |
| 1957 | Rudolf Zu der Luth                                                                                           |
| 1978 | Hans Bobek, Hans Kinzl                                                                                       |
| 1985 | Erik Arnberger                                                                                               |
| 1989 | Adolf Leidlmair                                                                                              |
| 1996 | Elisabeth Lichtenberger                                                                                      |
| 1998 | Horst Mensching                                                                                              |
| 2006 | Jürgen Bähr, Jaromír Demek, Ulrich Freitag, Helmut Heuberger, Bruno Messerli, Peter Meusburger, Karl Ruppert |
| 2015 | Martin Seger                                                                                                 |
| 2016 | Axel Borsdorf                                                                                                |

### Johann Hampel-Preis (bis 1989)
Träger des Johann-Hampel-Preises:
| Jahr | Preisträger                                                                                                  |
| ---- | --- |
| 1960 | Gustav Holzmann, Franz Lang, Ferdinand Mayer, Walter Schlegl                                                 |
| 1961 | Josef Gossenreiter, Wigand Ritter, Franz Zwittkovits                                                         |
| 1962 | Maria Fesl, Walter Kurz, Eugen Swoboda                                                                       |
| 1963 | Heinz Baumgartner, Hilmar Krenn                                                                              |
| 1964 | Diether Bernt, Helmut Desoye, Hans Fischer                                                                   |
| 1965 | Bruno Backé, Felix Jülg, Herbert Spatzenegger                                                                |
| 1966 | Gunther Chlupac, Helmuth Jeglitsch, Eduard Kunze, Ferdinand Mayer, Karl Schappelwein                         |
| 1967 | Max Fink, Andreas Moritsch, Josef Steinbach, Herwig Wakonigg, Walter Zsillncsar                              |
| 1968 | Anton Lechner, Peter Meusburger, Wolfgang Schwarz, Elisabeth Seger-Heinze, Heinz Slupetzky, Werner Slupetzky |
| 1969 | Peter Fritz, Klaus Nozicka, Martin Seger, Peter Wald                                                         |
| 1970 | Waltraut Scherzinger, Peter Schnitt                                                                          |
| 1971 | Brigitta Richter-Lentsch, Manfred Schopper                                                                   |
| 1972 | Klaus Arnold                                                                                                 |
| 1973 | Gerhard Fasching, Dagmar Spangenberg-Resmann                                                                 |
| 1974 | Heinz Nissel, Hans Zwittkovits                                                                               |
| 1975 | Paul Lang, Hans Pozdena, Elisabeth Tomasi                                                                    |
| 1976 | Manfred Fischer, Harald Hitz, Walter Kollmann, Karl Trummer                                                  |
| 1977 | Hanns Kerschner, Harald Praschinger, Franz Stefl                                                             |
| 1978 | Christian Arnolder, Eckard Delfs, Margarete Stargl                                                           |
| 1979 | Regina Prehofer, Heinrich Zwittkovits                                                                        |
| 1980 | Heinz Hochschorner, Walter Matznetter, Wolfgang Prochazka, Herbert Wallentin                                 |
| 1981 | Christian Auerböck                                                                                           |
| 1982 | Franz Brunner, Christine Hamann, Erwin Luntzer, Christoph Steurer                                            |
| 1983 | Konrad Höfle, Margarita Moser, Josef Strobl, Rudolf Wastl                                                    |
| 1985 | Elisabeth Aufhauser, Franz Dollinger                                                                         |
| 1986 | Josef Aistleitner, Maria Kaiser                                                                              |
| 1987 | Gerhard Lieb, Barbara Semmelweiß                                                                             |
| 1988 | Andreas Andiel, Gudrun Lettmayer, Gert Walter Wolf                                                           |
| 1989 | Friedrich Bertlwieser, Peter Einhorn, Wolfgang Kainz, Gertraud Laber, Walter Matznetter                      |

### Hans Bobek-Preis
Eingerichtet 1991 zu Ehren des Ehrenpräsidenten und Namensgebers Hans Bobek. Eingereicht werden können in deutscher oder englischer Sprache verfasste Dissertationen, Habilitationsschriften oder andere gleichwertige, von einer Person selbstständig verfasste wissenschaftliche Arbeiten. Die Fertigstellung dieser Arbeiten darf nicht länger als zwei Jahre seit der Ausschreibung zurückliegen. Zugelassen sind In- und Ausländer im Alter von bis zu 45 Jahren. Träger des Hans Bobek-Preises:
| Jahr | Preisträger                                |
| ---- | ------------------------------------------ |
| 1991 | Heinz Fassmann                             |
| 1993 | Armin Ratusny, Jürgen Pohl                 |
| 1994 | Rita Schneider Sliwa                       |
| 1995 | Andreas Novy                               |
| 1997 | Gerhard Karl Lieb                          |
| 1998 | Christine Vogt                             |
| 1999 | Franz Dollinger                            |
| 2000 | Hubert Job                                 |
| 2002 | Heiko Schmid                               |
| 2004 | Eberhard Rothfuß                           |
| 2005 | Petra Kohler                               |
| 2006 | Lasafam Iturrizaga                         |
| 2007 | Heike Egner                                |
| 2008 | Lars Keller                                |
| 2009 | Diane Tiefenbacher                         |
| 2010 | Kirsten von Elverfeldt                     |
| 2011 | keine Preisverleihung                      |
| 2012 | Andreas Schaumberger, Matthias Kranabether |
| 2013 | Christian Andreas Steiner                  |
| 2014 | Helene Petschko, Andrei Dörre              |
| 2015 | Corinna Hölzl                              |
| 2016 | keine Preisverleihung                      |
| 2017 | Kathryn Fitzsimmons, Sören Weissermel      |
| 2018 | Fabian Beran                               |
| 2019 | Christin Bernhold                          |
| 2020 | keine Preisverleihung                      |
| 2021 | Hannah Uprety                              |

### Förderungspreis der ÖGG
Seit 1994 konnte durch eine Stiftung von zwei Vorstandsmitgliedern ein Förderungspreis für junge Geographen eingerichtet werden. Es können sich Autoren bewerben, die das 35. Lebensjahr noch nicht erreicht haben und deren Arbeit an einer österreichischen Universität approbiert wurde. Seit 1998 wird die Finanzierung dieses Preises aus dem Budget der ÖGG, der Zweigvereine und Zweigstellen getätigt. Träger des Förderungspreises der ÖGG:
| Jahr | Preisträger                                   |
| ---- | --------------------------------------------- |
| 1995 | Thomas Blaschke                               |
| 1997 | Anita Pöckl                                   |
| 1998 | Gustav Tengg                                  |
| 1999 | Martin Heintel                                |
| 2000 | Christine Hintermann                          |
| 2001 | Julia Beckel, Johannes Mayer, Andreas Neumann |
| 2002 | Ingrid Pranger                                |
| 2003 | Sylvia Bartl                                  |
| 2004 | Nadine Scharfenort                            |
| 2005 | Harald Tomberger                              |
| 2006 | Alexander Wisbauer                            |
| 2007 | Christoph Aubrecht                            |
| 2008 | keine Preisverleihung                         |
| 2009 | Ingrid Pesau                                  |
| 2010 | Huberta Kulmhofer                             |
| 2011 | Ramon Bauer, Clemens Wieser                   |
| 2012 | Barbara Degenhart                             |
| 2013 | Ekrem Canli                                   |
| 2014 | Verena Schröder                               |
| 2015 | Karin Gokesch                                 |
| 2016 | Johannes Herbuger, Clemens Hiller             |
| 2017 | Stefan Kraxberger                             |
| 2018 | Sarah Kamleitner, Sarah Elise Sapper          |
| 2019 | Heidemarie Bernsteiner, Judith Schnelzer      |
| 2020 | Lina Horn                                     |
| 2021 | Franziska Allerberger, Dominik Ebenstreit     |

### Leopold-Scheidl-Preis für Wirtschaftsgeographie
Der seit dem Jahr 2000 vergebene Preis ist nach Leopold Scheidl benannt, der von 1954 bis 1974 Professor für Wirtschaftsgeographie an der Hochschule für Welthandel (heute: Wirtschaftsuniversität Wien) war. Der Leopold-Scheidl-Preis wird für wissenschaftliche Arbeiten mit einem wirtschaftsgeographischen Schwerpunkt verliehen. Träger des Leopold-Scheidl-Preises:
| Jahr | Preisträger                        |
| ---- | ---------------------------------- |
| 2000 | Marita Erler                       |
| 2001 | Robert Faustmann                   |
| 2002 | Wolfgang Mikula                    |
| 2003 | Barbara Hofstätter                 |
| 2004 | Goran Žužul, Andreas Oberascher    |
| 2005 | Stephan Strnadl                    |
| 2006 | Christian Gigon                    |
| 2008 | Sandra Eberhard                    |
| 2009 | keine Preisverleihung              |
| 2010 | Sergeja Mirnik, Martin Kraychnikov |
| 2011 | keine Preisverleihung              |
| 2012 | Michael Zwingl                     |
| 2013 | Barbara Pundy                      |
| 2014 | keine Preisverleihung              |
| 2015 | Andreas Eisl                       |
| 2016 | Felix Wilmsen                      |
| 2017 | keine Preisverleihung              |
| 2019 | Timon Hellwagner                   |
| 2020 | Jakob Eder, Nora Komposch          |
| 2021 | Stefanie Döringer                  |

### OeNB-Award für Wirtschaftsdidaktik
Die ÖGG vergibt in Kooperation mit ihrer Fachgruppe für Geographische und Sozioökonomische Bildung (GESÖB) für hervorragende Leistungen auf dem Gebiet der Fachdidaktik „Sozioökonomische Bildung“ einen von der Österreichischen Nationalbank (OeNB) gestifteten Sonderpreis. Dieser 2017 ins Leben gerufene Preis wird für thematisch und methodisch hervorragende Dissertationen, Diplom- und Masterarbeiten aus dem Bereich der sozioökonomischen Bildung verliehen. Träger des OeNB-Awards für Wirtschaftsdidaktik:
| Jahr | Preisträger         |
| ---- | ------------------- |
| 2018 | Elisabeth Ramberger |
| 2019 | Anja Bonfig         |
| 2020 | Johannes Wimmeder   |
| 2021 | Christian Riel      |

## Ehrenpräsidenten
Vereinspräsidenten, die sich besonders um den Verein verdient gemacht haben, können zum Ehrenpräsidenten als Auszeichnung ernannt werden. Bisher wurden zwölf Präsidenten dazu ernannt.
- 1890 Johann Nepomuk Graf Wilczek
- 1898 Franz von Hauer
- 1906 Christian Reichsritter von Steeb
- 1910 Emil Tietze
- 1933 Eugen Oberhummer
- 1951 Hugo Hassinger
- 1956 Gustav Götzinger
- 1961 Rudolf Zu der Luth
- 1973 Hans Bobek
- 1973 Randolf Rungaldier
- 1973 Hans Spreizer
- 2006 Ingrid Kretschmer

## Weitere Präsidenten (Auszug)
- Karl Bernhard von Hietzinger (1860–1864)
- Eduard Pechmann von Massen, (1862/1863 Vizepräsident, 1863/1864 Präsident)
- Anton Steinhauser der Ältere (ab 1866, zuvor Vizepräsident)
- Eduard Brückner (1915–1921, 1926–1927)[20]
- Johann Soelch (1951)[21]
- Hans Spreitzer (1955–1962, 1965–1966)[22]
- Hans Bobek (1962–1965)[11]
- Julius Fink (1970–1972)[23]
- Leopold G. Scheidl (1972–1974)[24]
- Erik Arnberger (1975–1978)
- Josef Breu (1981–1984)[25]
- Hans Fischer (1984–1988)[26]
- Karl Stiglbauer (1989–1991)[27]
- Walter Petrowitz (1991–1997)[28]
- Axel Borsdorf (2004–2006)[29]
- Christian Staudacher (2006–2014)
- Helmut Wohlschlägl seit 2014